# 朗根诺伊夫纳赫
朗根诺伊夫纳赫是德国巴伐利亚州的一个市镇。总面积12.82平方公里，总人口1630人，其中男性817人，女性813人（2011年12月31日），人口密度127人/平方公里。